# Estación de Colombier
La estación de Colombier es la principal estación ferroviaria de la comuna suiza de Colombier, en el Cantón de Neuchâtel.

## Historia y situación
La estación de Colombier fue inaugurada en el año 1859 con la puesta en servicio del tramo Vaumarcus - Le Landeron de la línea Olten - Lausana, también conocida como la línea del pie del Jura.
Se encuentra ubicada en el borde oeste del núcleo urbano de Colombier. Cuenta dos andenes, uno central y otro lateral a los que acceden tres vías pasantes. A ellas hay que sumar un par de vías toperas.
En términos ferroviarios, la estación se sitúa en la línea Olten - Lausana, que prosigue hacia Ginebra y la frontera francosuiza, conocida como la línea del pie del Jura. Sus dependencias ferroviarias colaterales son la estación de Auvernier hacia Olten y la estación de Boudry en dirección Lausana.

## Servicios ferroviarios
Los servicios ferroviarios de esta estación están prestados por SBB-CFF-FFS:

### Regional
- R Neuchâtel - Gorgier-Saint-Aubin (- Yverdon-les-Bains). Cuenta con trenes cada hora hacia Neuchâtel. Además, algunos servicios son prolongados en las horas punta hasta Yverdon-les-Bains, finalizando su recorrido en algunos casos en Morges.